# Acomoclitismo
El acomoclitismo se define como la excitación sexual por la observación de genitales en los que se les ha depilado total o parcialmente el vello púbico.

## Descripción
La depilación total o parcial de los genitales es un elemento necesario para que el individuo parafílico logre excitarse y llegue al orgasmo. Sin embargo, la excitación puede sobrevenir con tan sólo efectuarse el rasurado en su propio cuerpo.
La mayor parte de los mamíferos captan las feromonas de forma consciente. En el humano, esto se realiza de manera inconsciente ya que el vello que crece en entre los muslos y en las nalgas se impregna de feromonas para la atracción sexo opuesto y resulta muy atractivo para algunas culturas. Sin embargo se produce el efecto contrario en las personas que practican o disfrutan con el acomoclitismo.

## En la cultura actual
El modelado del vello púbico es cada vez más frecuente tanto por hombres como por mujeres, que pueden eliminarlo de la línea del bikini, dejarlo al estilo brasileño (sólo una tirita vertical en el pubis) e incluso darle forma de corazón o rasurarlo totalmente.

## Parafilia opuesta
La hirsutofilia es el fenómeno contrario. Por ejemplo, en Japón algunas mujeres no se depilan sino que se agregan vello.